# Moldavai Szovjet Szocialista Köztársaság
A Moldáv Szovjet Szocialista Köztársaság (rövidítve: Moldáv SZSZK románul: Republica Sovietică Socialistă Moldovenească, moldáv nyelven: Република Советикэ Сочиалистэ Молдовеняскэ; oroszul: Молда́вская Сове́тская Социалисти́ческая Респу́блика Молда́вская Сове́тская Социалисти́ческая Респу́блика Moldavszkaja Szovjetszkaja Szocialisticseszkaja Reszpublika), ismertebb nevén Szovjet Moldávia vagy Szovjet Moldova, a Szovjetunió egyik tagköztársasága volt 1940-től 1991-ig. A köztársaság 1940. augusztus 2-án jött létre a Román Királyságtól megszerzett Besszarábia és az Ukrán SZSZK-hoz tartozó Moldáv ASZSZK egyesítésével.
1990. május 23-án az ország elnevezése Moldovai Köztársasággá módosult, függetlenségét 1991. augusztus 27-én nyerte el.
Földrajzilag a Moldáv SZSZK-t nyugatról Románia, míg északról, délről és keletről az Ukrán SZSZK határolta.

## Története

### Létrehozása
A Tatárbunár-felkelés leverése után a szovjetek 1924. október 12-én létrehozták a Moldáv Autonóm Szovjet Szocialista Köztársaságot az Ukrán SZSZK-n belül, a Dnyeszter és a Bug folyók közötti területen, ahonnan a propaganda segítségével egy romániai kommunista forradalmat készíthettek elő.

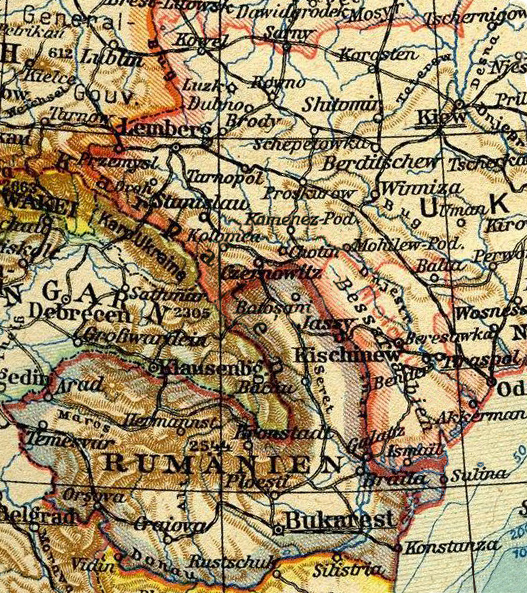
Német térkép a frissen megalakult Moldáv SZSZK-ról, 1940-ből

1939. augusztus 24-én a Harmadik Birodalom és a Szovjetunió egy 10 évre szóló megnemtámadási szerződést kötöttek, amely Molotov-Ribbentrop paktum néven vált ismertté. A felek a szerződéshez csatolt titkos záradékban megállapodtak Európa  északi és keleti térségeinek érdekszférákra történő felosztásáról. A titkos záradék  keretein belül a Román Királysághoz 1918 óta tartozó Besszarábia a szovjet érdekszférába került.  Ezután a Szovjetunió és Németország is megkezdte a felosztott területek elfoglalását, amivel kirobbant a második világháború. Észtország, Lettország és Litvánia szovjet tagköztársaságokká váltak, míg Finnország elveszítette keleti határvidékét.
Június 26-án, négy nappal a Franciaországi hadjárat befejezte és Franciaország kapitulációja után a szovjet kormány ultimátumot küldött Romániának, amelyben Besszarábia és Bukovina átadását követelte. Miután a németek lemondtak Bukovina északi részéről, felszólították Romániát a jegyzék elfogadására, ami két nappal később megtörtént. A Moldáv Szovjet Szocialista Köztársaság a szovjet csapatok érkezésekor, 1940. június 28-án jött létre.
A régi Moldáv ASZSZK-t megszüntették,az új állam közigazgatását augusztus 2-án véglegesítették. 1940-től hat teljesen új, három besszarábiai töredék, és a hat legnyugatibb Moldáv ASZSZR megye alkotta az új országot.  A Moldáv SZSZK 90%-a a Dnyesztertől északkeletre esett, amely a Szovjetunió és Románia 1940 előtti határvidéke, míg csupán 10%-a délnyugati volt. A Szovjetunió által 1940 júniusában elfoglalt területek kisebb, északi és déli területeit (a jelenlegi Csernyivci terület és Budzsák), amelyek etnikai szempontból heterogénebbek voltak, átkerültek az Ukrán SZSZK-hoz, habár 337 000 moldovait is a lakosok közé tartozott. Mint az ilyen, stratégiai fontosságú fekete-tengeri partvidék és a Duna torkolata is az Ukrán SZSZK-hoz lett csatolva, amely ilyen szempontból biztonságosabbnak volt tekinthető, mint a Moldáv SZSZK, amelyre Románia is igényt tartott.
1941 nyarán Románia is csatlakozott a Tengelyhatalmakhoz a Szovjetunió elleni invázió során, majd visszafoglalta Besszarábiát, Bukovinát és megszállta a Dnyeszteren túli területeket. A második világháború végére a Szovjetunió ismét uralma alá hajtotta a korábban elveszett területeket, és ott helyreállította a hatalmát.

### A sztálinizmus korszakaiban: elnyomás és deportálás
Sok besszarábiait, akik Romániába menekültek az előrenyomuló Vörös Hadsereg elől, végül a szovjet biztonsági erők fogták el, nagy részüket agyonlőtték vagy deportálták, mint a régi román kormány és a náci Németország támogatóit. 1941. június 22-én a háború első napján szovjet katonák 10 răzeni lakossal végeztek, akiket tömegsírba temettek. 1941 júliusában, a Barbarossa hadművelet után emléktáblát avattak az áldozatok emlékére Răzeniben. A tábla felirata: "Aici odihnesc robii lui Dumnezeu Diomid, Niculai, Dănila, Nichita, Alexandru, Jurian, Alexandru, Ilie, doi necunoscuți. Omorâți mișelește de bolșevici comuniști. 12.VII.1941", magyarra fordítva: "Itt Isten szolgái, Diomid, Niculai, Danila, Nichita, Alexandru, Jurian, Alexandru, Illés, és két ismeretlen nyugszik. Öljétek a kommunista bolsevikokat. 1941 VII. 12." Az emlékhelyet 2009-ben nyitották meg újra.
A szovjet hatóságok több társadalmi és gazdasági csoportot bélyegzett meg gazdasági helyzetük, politikai nézeteik, vagy a korábbi rezsimhez fűződő kapcsolatuk miatt. Többségüket Szibériába és Észak-Kazahsztánba deportálták vagy áttelepítették őket; egyeseket bebörtönöztek vagy kivégezték. A romániai kommunista diktatúra tanulmányozásával foglalkozó bizottság jelentése szerint legalább 86 604 embert tartóztattak le és deportálták 1940–1941 között. A modern orosz történészek ugyanezen időszakra a kivégzettek számát 90 000 főre becsülték. Az NKVD / MGB az 1944 és 1952 között periódusban felszámolta az összes antiszovjet csoportot. A szovjetellenes szervezeteket, mint a Demokratikus Agrárpártot, a Szabadság Pártot, a Szabadság Demokratikus Szövetségét, az Arcașii lui Ștefant, a Vasile Lupu Gimnáziumot és a Vocea Basarabieit betiltották, vezetőiket üldözték.
A kulákellenes kampány a gazdag moldáv parasztcsaládok felé irányult, akiket Kazahsztánba és Szibériába is deportáltak. 1949. július 6. és július 7. között több megközelítőleg 11 342 moldvai családot deportáltak az államtitkár, Ioszif Mordovec személyes parancsára, a "Déli-művelet" nevű terv alapján.
A szovjet megszállás alatt a vallási üldöztetések számos egyházi személyt céloztak meg. A szovjet megszállás után a vallási élet üldözése hasonló volt az oroszországi két világháború közötti üldözéshez.
A német kisebbségek ellen irányuló egyéb kitoloncolási kampányoknak köszönhetően az itt élő németek száma az 1930-as 81 000 főről 1959-re 4000 főre csökkent a háború utáni erőszakos kitelepítés miatt. Emellett a  vallási kisebbségeket (különösen Jehova tanúit) 1951 áprilisában Szibériába internálták az "Északi-művelet" keretében.

### Kollektivizáció
A kollektivizálást 1949 és 1950 között hajtották végre, bár már 1946 előtt is történtek kísérletek. Ez idő alatt nagy éhínség alakult ki: egyes források szerint legalább 115 ezer paraszti származású áldozat volt, akik az éhínség és az azzal összefüggő betegségek miatt haltak meg 1946 és 1947 decembere között. Charles King professzor sok bizonyítékot gyűjtött , hogy a szovjetek nagy mennyiségű mezőgazdasági terméket készíttettek a vidéki moldvai emberekkel, de igen nagy hányadát később a Szovjetunióba szállították, mint hadizsákmányt.

### Hruscsov időszak: 1956–1964
Nikita Hruscsov uralma alatt a gulág táborok többségét felszámolták és az internáltak túlélői fokozatosan visszatelepültek a Moldáv SZSZK-ba. A politikai változás véget vetett az NKVD / MGB ellenőrizetlen hatalmának. A tervgazdálkodás olyan területeken fejlődött ki, mint az oktatás, a technológia és a tudomány, az egészségügy és az ipar (kivéve azokat a területeket, amelyek politikai szempontból érzékenyek voltak, például genetika vagy történelem).

### Brezsnyev időszak: 1964–1982
1969 és 1971 között egy titkos nemzeti hazafias frontot hoztak létre több fiatal részvételével Chișinău-ban, összesen több mint 100 taggal, akik előbb a Moldovai Demokratikus Köztársaság létrehozását követelték, majd a Romániával való egyesülés támogatói lettek. 1971 decemberében Ion Stănescu, a Román Szocialista Párt egyik jelentése alapján Jurij Andropov, a KGB elnöke, felszámoltatta a Hazafias Frontot, Alexandru Usatiuc-Bulgár, Gheorghe Ghimpu és Valeriu Graur, a szervezet három vezetője, valamint egy negyedik személy Alexandru Șoltaianu, aki egy hasonló illegális mozgalom vezetője volt Észak-Bukovinában, letartóztatásra kerültek, majd később börtönbüntetésre ítélték őket.

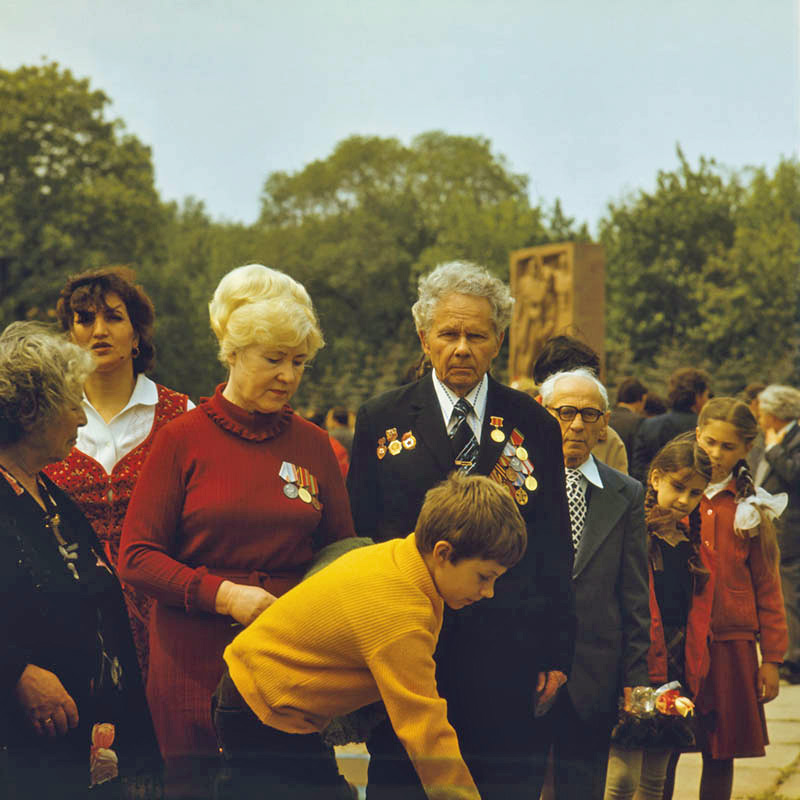
A győzelem napjának ünneplése 1980. május 9-én

Az 1970-es és 80-as években Moldávia jelentős összegű beruházást nyert a Szovjetunió költségvetésétől, ami elősegítette az ipar, a tudományos létesítmények, valamint a lakhatás fejlesztését. 1971-ben a Szovjetunió Minisztertanácsa határozatot fogadott el Chișinău további fejlesztésére vonatkozó intézkedésekről", amely több mint egymilliárd rubel értékű beruházást biztosítottak a városnak a Szovjetunió költségvetéséből. A későbbi döntéseknek köszönhetően a Szovjetunióból magasan képzett szakemberek költöztek a Moldáv SZSZK-ba, akik fellendítették a nehézipart és a tudományágakat. A Szovjetunióból érkezett támogatás ilyen elosztását részben befolyásolta az a tény, hogy Leonyid Brezsnyev  (a Szovjetunió Kommunista Pártjának főtitkára 1964 és 1982 között) a Moldáv SZSZK kommunista pártjának első titkára volt 1950-től 1952-ig. Ezek a gazdasági megegyezések 1991-től, Szovjetunió felbomlása után, megszűntek, amikor Moldova függetlenné vált.

### Út a függetlenség felé: 1985–1991
Bár Brezsnyev és más moldáv főtitkárok politikája sikeresen szorította vissza a moldáv nacionalizmust, Gorbacsov reformpolitikája megkönnyítette a nemzeti mozgalmak újjáéledését a térségben. A glasznoszty és a peresztrojka politikája olyan feltételeket teremtett, amelyekben a nemzeti érzelmek nyíltan kifejezhetőek voltak és a szovjet köztársaságok a központi kormánytól függetlenül dönthettek a reformok bevezetéséről.
Az Moldáv SZSZK a Szovjetuniótól való függetlenség felé vezető útján a keleti konzervatív kommunisták (Tiraspol környékén), valamint a Chișinău-i kommunista párt aktivistáinak sztrájkja próbálta megállítani a függetlenedési törekvéseket. A nemzeti mozgalom legnagyobb sikere 1989. augusztus 31-én, a moldáv nyelv hivatalos elismerése és a latin ábécé bevezetése volt. 1990-ben, amikor nyilvánvalóvá vált, hogy Moldávia végül elszakad, egy Szovjetunió-párti aktivisták egy csoportja Gagauziában és a Dnyeszteren túli régióban kikiáltották függetlenségüket annak érdekében, hogy a Szovjetunióban maradjanak. A Gagauz Köztársaság végül békés úton Moldvába olvadt, autonóm területként, de a Dnyeszter Menti Köztársasággal máig nem sikerült kiegyeznie, sőt rövid ideig háborúzni is kényszerült vele.

### A függetlenség kikiáltása

A Moldáv SZSZK zászlaja 1990-től 1991-ig

1991. március 17-én Moldvában, a balti államokban, Örményországban és Grúziában támogatták a szakszervezeti népszavazás bojkottját 98,72% -kal, bármilyen szankció következménye nélkül.
1991. május 23-án a moldvai parlament megváltoztatta a köztársaság hivatalos nevét Moldovai Köztársaságra. Gagauzia 1991. augusztus 19-én kiáltotta ki függetlenségét.
Moldova ezután 1991. augusztus 27-én kilépett a Szovjetunióból és független államává vált a moszkvai sikertelen puccsot követően. Ezután 1991. augusztus 22-én, Chișinău-i idő szerint 12.15-kor a fővárosban tüntető tömeg ledöntötte Lenin szobrát. 
A függetlenség után hamar kirobbant a polgárháború az ország keleti részével (Transznisztria), ahol különböző  függetlenségi szeparatisták, és ex-szovjet erők ragadták magukhoz a hatalmat orosz támogatással. A konfliktus következtében Transznisztria függetlenedett, de ezt egy európai ország sem ismerte el. 1991. december 25-én megszűnt a Szovjetunió, és Moldova független állammá vált.

## Kapcsolata a szocialista Romániával
Az 1947-es párizsi békeszerződésben Románia elismerte a Szovjetunió hódításait (Besszarábia, Észak-Bukovina és a Herzai régió). A szovjetek által megszerzett területek a Moldáv és az Ukrán SZSZK között lettek felosztva.
A hidegháború során a besszarábiai kérdés Romániában teljesen eltűnt a köztudatból. Az 1950-es években a történelemkutatás, főként a besszarábiai régióval foglalkozó kutatás tiltott volt Romániában, mivel a román kommunista párt igyekezett hangsúlyozni a románok és az oroszok közötti baráti kapcsolatot, a békeszerződést pedig csak a szovjetunió internacionalizmusának bizonyítékának tekintették.
Gheorghe Gheorghiu-Dej és Nicolae Ceaușescu politikája az 1960-as évektől kezdett eltávolodni a Szovjetuniótól. A besszarábiai kérdést csak a felsőbb szinteken, például a történészetben és a nyelvészetben vitatták meg, de nem politikai színekben.
Mivel a szovjet-román kapcsolatok az 1960-as évek közepétől elhidegültek, szovjet tudósok történelmi iratokat közöltek Besszarábia szovjet-orosz kapcsolatairól, ilyen volt például "Besszarábia és a szovjet anyaország egyesítésének küzdelme" (Artiom Lazarev) vagy "A moldvai nyelv fejlődéséről" (Nicolae Corlățeanu). Ugyanekkor a Román Akadémia is kiadott egy történelmi témájú cikket Besszarábia 1812-es "igazságtalan" elcsatolásáról Karl Marx szemszögéből. Nicolae Ceaușescu egy 1965-ös beszédében felolvasta Friedrich Engels levelét, amelyben az orosz hódítást bírálta, miközben egy másik, 1966-os beszédében elítélte a Román Kommunista Párt második világháború utáni igényeit Besszarábiára és Bukovinára.
A kérdést gyakran felvetették, miután a szovjetekkel való viszony elhidegült, de soha nem foglalkoztatta a lakosságot érdemben. 1989 novemberében, amikor az szovjet befolyás lecsökkent, Ceaușescu ismét felvetette a besszarábiai kérdést, és elítélte a szovjet inváziót a Román Kommunista Párt tizennegyedik kongresszusán.

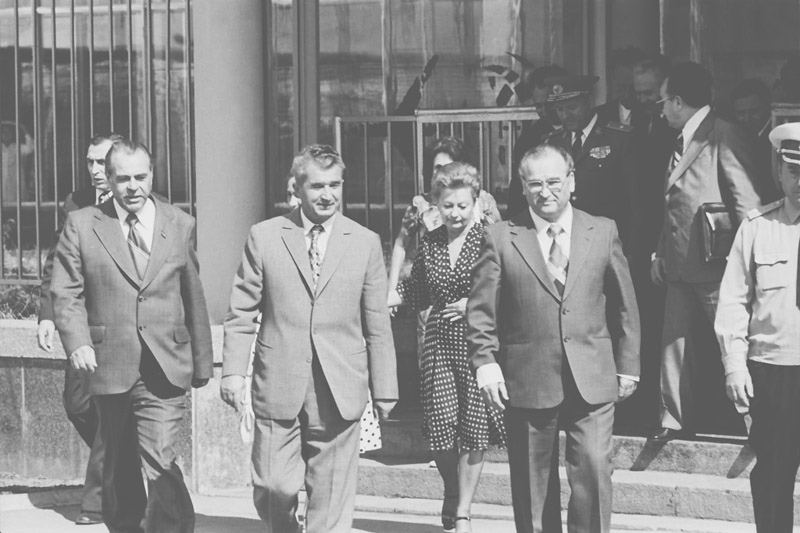
Nicolae Ceaușescu és Ivan Bodiul Chișinăuban, 1976-ban

1976. június 22-én Ștefan Andrei találkozott Gerald Ford elnökkel a Fehér Házban, ahol kijelentette, hogy nincs területi igényük a Szovjetunió felé és elismerte, hogy a Moldáv Szovjet Szocialista Köztársaság a Szovjetunió szerves része". Ugyanekkor elfogadtatta, hogy a román és a moldáv nép nem egy és ugyanaz.
1976. augusztus 1-2-án Nicolae Ceaușescu, Elena Ceaușescu, Nicu Ceaușescu, Ștefan Andrei titkár és Badrus Gheorghe nagykövet látogatást tettek a Moldáv SZSZK-ban. Augusztus 1-jén Iași-ból indultak, a határtól Ivan Bodiul főtitkár is csatlakozott a csoporthoz, és augusztus 2-án érkeztek a Krímen keresztül a Chișinău-i nemzetközi repülőtérre. A látogatást a jobb nemzetközi kapcsolatok jeleként értelmezték. Egy találkozón Brezsnyev kijelentette, hogy maga Ceaușescu is megtapasztalta, hogy a moldvaiak 1976-os látogatása alkalmával más nyelven beszéltek. "- Igen – felelte Ceaușescu -, de ők románul beszéltek velem."
1976 decemberében Bodiul és felesége Claudia öt napon viszontlátogatást tettek Ceaușescu meghívására. Bodiul látogatása az első volt a háború utáni kétoldalú kapcsolatok történetében. Bukarestben tartott egyik sajtótájékoztatón Bodiul azt mondta, hogy „a jó kapcsolatot Ceaușescu szovjet moldvai látogatása kezdeményezte, amely a kapcsolatok és a kereskedelem fellendítéséhez vezetett minden területen.”
1979. június 14. és 16. között a Moldáv SZSZK-ban tett látogatást  a Román Kommunista Párt delegációja Ion Iliescu vezetésével, a Politikai Végrehajtó Bizottság egyes tagjaival és a Iași Megyei Pártbizottság első titkárával.
A romániai kommunizmus bukása után 1991. április 5-én Ion Iliescu román és a Mihail Gorbacsov szovjet elnök aláírt egy politikai szerződést, amely többek között elismerte a szovjet-román határt. A román parlament azonban nem volt hajlandó ratifikálni a dokumentumot. Végtére is Románia és Oroszország 2003-ban fogadták el a szerződést, Moldova és Ukrajna függetlenedése után.

## Államszervezet és vezetés

### Kommunista Párt
A Moldáviai Kommunista Párt a Szovjetunió Kommunista Pártjának egyik ága volt. A kommunista párt volt a tagállam egyetlen legálisan működő politikai szervezete, minden állami és polgári szervezet alá volt rendelve.
| év\hivatalos etnikai összetétel | Moldávok | Ukránok | Oroszok | Zsidók |
| ------------------------------- | -------- | ------- | ------- | ------ |
| 1925                            | 6,3%     | 31,6%   | 41,6%   | 15,7%  |
| 1940                            | 17,5%    | 52,5%   | 11,3%   | 15,9%  |
| 1989                            | 47,8%    | 20,7%   | 22,2%   | 2,5%   |

| Név               | Hivatali idő                  | Születés helye                 |
| ----------------- | ----------------------------- | ------------------------------ |
| Piotr Borodin     | 1941–1942                     | Orosz Birodalom (Dnyipro)      |
| Nikita Salogor    | 1942–1946                     | Orosz Birodalom (Herszon)      |
| Nicolae Coval     | 1946 – 1950 július            | Orosz Birodalom (Podólia)      |
| Leonyid Brezsnyev | 1950 július – 1952 október    | Orosz Birodalom (Dnyipro)      |
| Dimitri Gladki    | 1952 október – 1954 május     | Orosz Birodalom (Dnyipro)      |
| Zinovie Serdiuk   | 1954 május – 1961 május       | Orosz Birodalom (Herszon)      |
| Ivan Bodiul       | 1961 május – 1980 december    | Ukrán Népköztársaság (Herszon) |
| Semion Grossu     | 1980 december – 1989 november | Román Királyság (Budzsák)      |
| Petru Lucinschi   | 1989 november – 1991 február  | Román Királyság (Besszarábia)  |
| Grigore Eremei    | 1991 február–1991 augusztus   | Román Királyság (Besszarábia)  |

### Közigazgatási felosztás
A Moldáviai SZSZK 1978. április 15-i alkotmánya előtt a köztársaságnak négy városa volt közvetlenül a köztársasági kormány alá rendelve: Chișinău, Bălți, Bender és Tiraspol. Az új alkotmányban a következő városok kerültek be ebbe a kategóriába: Orhei, Rîbnița, Soroca és Ungheni. A nyolc város mellett 40 körzet volt a közigazgatási alap.

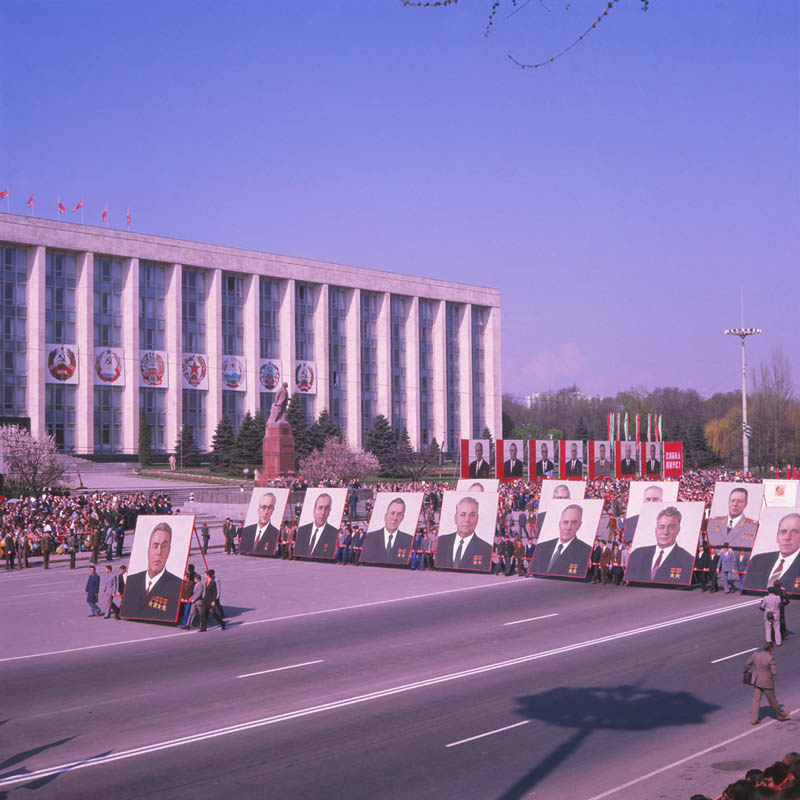
Felvonulás 1971. május 1-jén a Győzelem téren

## Gazdaság

### Mezőgazdaság
Habár a Szovjetunió legsűrűbben lakott köztársasága volt, a Moldáviai SZSZK-t vidéki országnak lehetett tekinteni, amely mezőgazdaságra specializálódott. Kirgizisztán volt az egyetlen szovjet köztársaság, amely nagyobb arányban tartotta a vidéki lakosságot.
Miközben a szovjet termőterületnek csak a 0,2% -át birtokolta, a konzervgyártás 10% -át, zöldségének 4,2% -át, gyümölcseinek 12,3% -át és bortermelésének 8,2% -át tette ki.

### Ipar
Ugyanakkor a moldáviai iparág legnagyobb része Dnyeszteren túli régióban létesült. Míg a Moldáviai SZSZK a lakosságának mintegy 15% -át tette ki, Transznisztria adta a GDP 40%-át és a villamosenergia-termelés 90% -át.
Főbb gyárak közé tartoztak a Rîbnița Acélművek, Dubăsari és Moldavskaia mellett épült erőmű és a Tiraspol közelében lévő gyárak,ahol főként hűtőszekrényeket, ruhát és alkoholt gyártottak.

## Társadalom

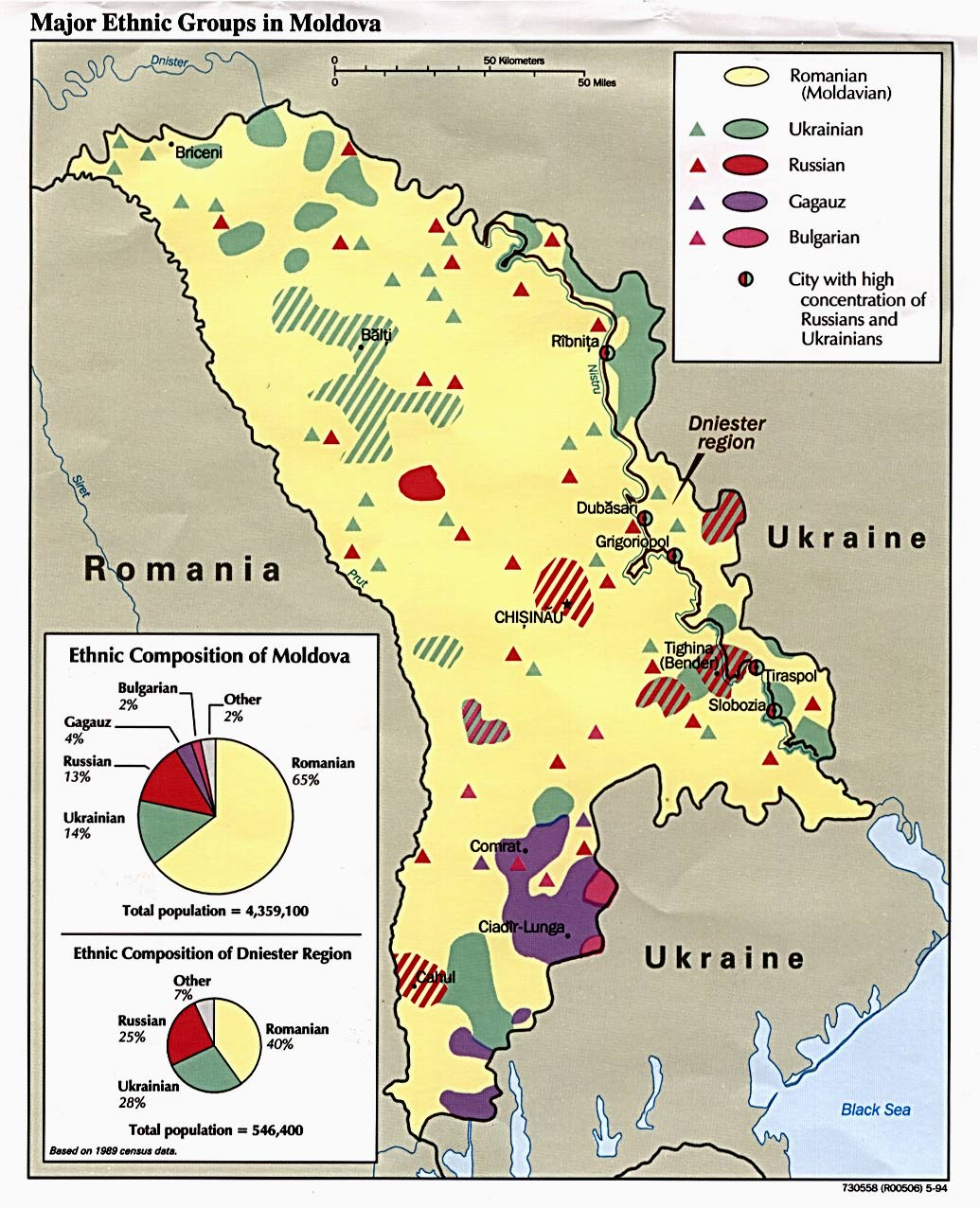
A moldáviai kisebbségek 1989-ben

### Ideológia
A moldvai SZSZK politikai elitje a szovjet köztársaságok egyik leghűségesebb követője volt.
Néhány várost és falut kommunista vezetőkről neveztek el.

### Nyelvészeti kapcsolatok
Az 1950-es évek elejétől kezdődően a kormány fokozatosan elhagyta a nyelvi szabványt, amely a Moldáv ASZSZK-ban is hivatalos, a román szabvány mintájára létrehozott központi besszarábiai beszéden alapult. A standard írásos nyelv ugyanaz volt, mint a román, kivéve, hogy cirill írással írtak. Ugyanakkor a középkori Moldovai Fejedelemségen kívül született román szerzőkhöz való hozzáférés korlátozott volt, hasonlóan az olyanokhoz, mint Eminescu, Mihail Kogălniceanu, Bogdan Petriceicu Hasdeu, vagy Constantin Stere akik egy román nacionalizmus hívei voltak. A szomszédos országokkal való kapcsolatok azonban nem tartottak szünetet, és 1956 után az emberek lassan meglátogathatták rokonaikat Romániában. Ráadásul a román sajtó hozzáférhetővé vált, a román TV és rádió programok a határ másik oldalán is könnyen elérhetők voltak. Mindazonáltal a Prut-folyó mentén fekvő szovjet-román határszakasz, amely Romániától választotta el Besszarábiát, a nyilvánosság számára elzárt volt.
1940-ben, a szovjet megszálláskor a capitoliumi farkas chișinău-i másolatát elpusztították, pótlására 1990-ben került sor.

### Kultúra
A moldvai elitben létező kis nacionalizmus lírai művekben és újságcikkekben nyilvánult meg az irodalmi folyóiratokban.
A szovjet kormány hivatalos álláspontja az volt, hogy a moldvai kultúra különbözik a román kultúrától, de sokkal koherensebb politikát folytattak, mint a Moldáv ASZSZK idejében. Ezután nem volt több próbálkozás a romántól eltérő moldáv nyelv létrehozásában. A cirill ábécével írt irodalmi román nyelvet hivatalos moldáv nyelvként fogadták el, a különbség a kettő között, hogy egyes nyelvi újításokat az orosz nyelvből kölcsönzött.
A moldávokat arra ösztönözték, hogy tanulják az orosz nyelvet, amely minden adminisztrátori munkához szükséges volt (az szovjetek célja az orosz etnikumközi kommunikációs nyelv létrehozása volt a Szovjetunióban). A korai években több nem-moldáv származású párttag nyert politikai és tudományos pozíciót (a Moldáv SZSZK politikusainak csak 14% -a számított teljesen moldáv származásúnak 1946-ban), bár ez megváltozott az idő múlásával.
Az irodalomkritikusok hangsúlyozták az erőteljes orosz befolyást a moldáv irodalomra, és figyelmen kívül hagyták a román irodalommal közös részeket.

### Kivándorlás
A második világháború után számos orosz, ukrán és más etnikai csoportok a Szovjetunió többi részéből Moldvába vándoroltak a háború által tönkretett gazdaság újjáépítéséhez. Többségük a nagyvárosi területeken letelepedett gyár- és építőmunkások voltak, valamint a térségben állomásozó szovjet katonák. Szociál-gazdasági szempontból ez a csoport meglehetősen változatos képet mutatott: ide tartoztak a nehézipari munkások, a szovjet hadsereg nyugalmazott tisztjei és katonái, mérnökök, technikusok, de több képzetlen munkavállalót is ide lehet számolni. 
A besszarábiai állampolgárok hozzáférése az adminisztrációhoz és a gazdasághoz korlátozott volt, mivel megbízhatatlannak minősültek a szovjet vezetés szemében. Az első moldáv, aki a Moldáv SZSZK egyik minisztere lett, az 1960-as években egy egészségügyi miniszter volt. A moldávok és a szláv bevándorlók közötti ellentét a Szovjetunió felbomlásáig tartott. 1988-1992 között több erőszakos cselekmény történt különböző fegyveres csoportok és a lakosok között. A bevándorlás elsősorban Besszarábia és Észak-Bukovina városait érintette, valamint Budzsák vidékét, ahol korábban a besszarábiai németek éltek, de ide tartoznak a Dnyeszteren túli városok is. Mindezek azt mutatták, hogy az moldávok aránya lassan csökkent a szovjet időszak alatt.
| etnikai csoport | 1941      | 1941      | 1959      | 1959      | 1970      | 1970      | 1979      | 1979      | 1989      | 1989      |
| --------------- | --------- | --------- | --------- | --------- | --------- | --------- | --------- | --------- | --------- | --------- |
| Moldávok        | 1,620,800 | 68,8%     | 1,886,566 | 65,4%     | 2,303,916 | 64,6%     | 2,525,687 | 63,9%     | 2,794,749 | 64,5%     |
| Románok         | -         | -         | 1,663     | 0,06%     | 1,581     | 1,657     | 2,477     | 0,06%     |           |           |
| Ukránok         | 261 200   | 11,1%     | 420,820   | 14,6%     | 506,560   | 14,2%     | 560,679   | 14,2%     | 600,366   | 13,8%     |
| Oroszok         | 158,100   | 6,7%      | 292,930   | 10,2%     | 414,444   | 11,6%     | 505,730   | 12,8%     | 562,069   | 13,0%     |
| Zsidók          | -         | -         | 95,107    | 3,2%      | 98,072    | 2,7%      | 80,127    | 2,0%      | 65,672    | 1,5%      |
| Gagauzok        | 115,700   | 4,9%      | 95,856    | 3,3%      | 124,902   | 3,5%      | 138,000   | 3,5%      | 153,458   | 3,5%      |
| Bolgárok        | 177,700   | 7,5%      | 61,652    | 2,1%      | 73,776    | 2,1%      | 80,665    | 2,0%      | 88,419    | 2,0%      |
| Cigányok        | -         | -         | 7,265     | 0,2%      | 9,235     | 0,2%      | 10,666    | 0,3%      | 11,571    | 0,3%      |
| egyéb           | 23,200    | 1,0%      | 22,618    | 0,8%      | 43,768    | 1,1%      | 48,202    | 1,2%      | 56,579    | 1,3%      |
| Összes          | 2,356,700 | 2,356,700 | 2,884,477 | 2,884,477 | 3,568,873 | 3,568,873 | 3,949,756 | 3,949,756 | 4,335,360 | 4,335,360 |

Megjegyzés: "-" azt jelenti, hogy a hivatalos népszámlálási adatok nem vették külön azt a csoportot abban az évben (azaz más csoportokba lettek számolva) és nem azt, hogy a csoport nem volt jelen.

## A kommunista diktatúra tanulmányozásával foglalkozó bizottság
A kommunista diktatúra tanulmányozásával foglalkozó bizottság Moldovában az ország 1917-1991 közötti történelmével foglalkozik, az Ukrán SZSZK-hoz rendelt Moldovai ASZSZK létrehozásától a függetlenség kikiáltásáig.

## Fordítás
Ez a szócikk részben vagy egészben  a   Moldavian Soviet Socialist Republic című angol Wikipédia-szócikk ezen változatának fordításán alapul.  Az eredeti cikk szerkesztőit annak laptörténete sorolja fel. Ez a jelzés csupán a megfogalmazás eredetét és a szerzői jogokat jelzi, nem szolgál a cikkben szereplő információk forrásmegjelöléseként.